# Марцианопол
Марцианопол или Маркианопол (на старогръцки: Μαρκιανούπολις; на латински: Marcianopolis) е древноримски град, разположен при днешния град Девня, България.

## История
Градът първоначално се нарича Партенопол и е преименуван от император Траян в чест на сестра му Улпия Марциана. През късноримската епоха той е център на провинция Долна Мизия. През 267 г. е нападнат от готите, а от 368 г. император Валент го използва като своя зимна резиденция по време на войната с готите от 367 – 369 г. През 342 г. Марцианопол е епископско седалище и неговият първосвещеник е участник в ключовия Сердикийски събор. През 447 г. градът е превзет и разрушен от хуните на Атила. През 587 г. е превзет за кратко от аварите, а през 596 г. там се концентрират войските на Източната Римска империя преди поход срещу аварите на север от Дунав. Разрушен от аварите по време на нашествията от 614 – 615 г. градът е изоставен и дълго време не се споменава в изворите.

## Описание
Известни са останките на четири църкви в града. На възвишение в южния му край е предполагаемата епископска катедрала – строена в края на IV век като еднокорабна, през VI век тя е разширена в трикорабна. На 120 метра източно от градските стени, в местността Табия, е разположена църква, функционирала през V - VI век. Друга църква е открита в източната част на амфитеатъра. Малка църква на десния бряг на реката, строена в края на IV век, е унищожена напълно в началото на XX век.